# Mähönsaari
Mähönsaari är en ö i Finland. Den ligger i sjön Iso-Naakkima och i kommunen Pieksämäki i den ekonomiska regionen  Pieksämäki ekonomiska region  och landskapet Södra Savolax, i den södra delen av landet, 250 km nordost om huvudstaden Helsingfors. Öns area är 3,2 hektar och dess största längd är 320 meter i sydväst-nordöstlig riktning.